# Тапиры
Тапи́ры (лат. Tapirus) — травоядные животные из отряда непарнокопытных (надсемейства тапирообразные), несколько напоминающие по облику свинью, но в отличие от неё обладающие коротким, приспособленным для хватания хоботом.

## Внешность
Размеры тапиров различаются от вида к виду, но как правило, длина тапира около 2 м, хвоста — 7-13 см, высота в холке около 1 м, масса от 110 до 300 кг. Продолжительность жизни на воле составляет около 30 лет. Детёныш рождается всегда один, беременность длится около 13 месяцев. Новорождённые тапиры обладают защитной окраской, состоящей из пятен и полос (как у поросят дикой свиньи), и хотя эта окраска кажется одинаковой, всё же у разных видов есть некоторые отличия. Передние ноги у тапиров четырёхпалые, а задние трёхпалые, на пальцах небольшие копытца, помогающие передвигаться по грязной и мягкой земле.
Верхняя губа тапира вместе с вытянутым носом образует небольшой, но очень подвижный хоботок, который оканчивается пятачком, окружённым короткими чувствительными волосками

## Эволюционная история
Тапиры — сравнительно древние млекопитающие: самые ранние ископаемые тапиры относятся к раннему олигоцену, среди ископаемых эоцена возрастом в 55 миллионов лет можно найти множество тапироподобных животных. Ближе всего к тапирам другие непарнокопытные: лошадиные и носороги.

## Распространение
Хотя ранее тапиры были очень широко распространены, на сегодняшний день существуют только пять видов: четыре (горный тапир, равнинный тапир, центральноамериканский тапир, Tapirus kabomani) в Центральной и тёплых областях Южной Америки и один (чепрачный тапир) в юго-восточной Азии.

## Поведение
Тапиры — лесные животные, любящие воду. Хотя многие из них живут в лесах на суше, тапиры, обитающие вблизи рек и озёр, проводят много времени в воде и под водой, питаясь мягкими водными растениями, прячась от хищников и просто купаясь. Бразильский тапир часто опускается на дно реки и затем кормится, двигаясь по её руслу. В лесах тапиры поедают фрукты, листья и ягоды.
Три вида тапиров, обитающие на равнинах, как правило, ведут ночной или сумеречный образ жизни. Более мелкий горный тапир, обитающий в Андах, ведет в основном дневной образ жизни. Но все пять видов в местностях, где на них ведется охота, реагируют на это, перебираясь в менее доступные области обитания и переходя к более ночному образу жизни.

## Угрозы
Хотя на тапиров охотятся ягуары, медведи, крокодилы и анаконды, основным их врагом является человек. Охота на тапиров ради мяса и кожи существенно уменьшила их популяцию, и к настоящему времени четыре из пяти видов тапира занесены в список животных, которым грозит вымирание.

## Классификация
К роду тапиров относятся:
- Tapirus terrestris — Равнинный тапир
- Tapirus pinchaque — Горный тапир
- Tapirus bairdii — Центральноамериканский тапир
- Tapirus indicus — Чепрачный тапир
- Tapirus kabomani[4]
- † Tapirus johnsoni
- † Tapirus merriami
- † Tapirus mesopotamicus
- † Tapirus polkensis
- † Tapirus sanyuanensis
- † Tapirus simpsoni
- † Tapirus sinensis
- † Tapirus webbi

Подрод † Helicotapirus
- † Tapirus haysii
- † Tapirus lundeliusi
- † Tapirus veroensis

Подрод † Megatapirus
- † Tapirus augustus

Подрод † Tapiralum
- † Tapirus greslebini